# Potentilla fragarioides
Potentilla fragarioides är en rosväxtart som beskrevs av Carl von Linné. Potentilla fragarioides ingår i Fingerörtssläktet som ingår i familjen rosväxter. Inga underarter finns listade i Catalogue of Life.

## Bildgalleri

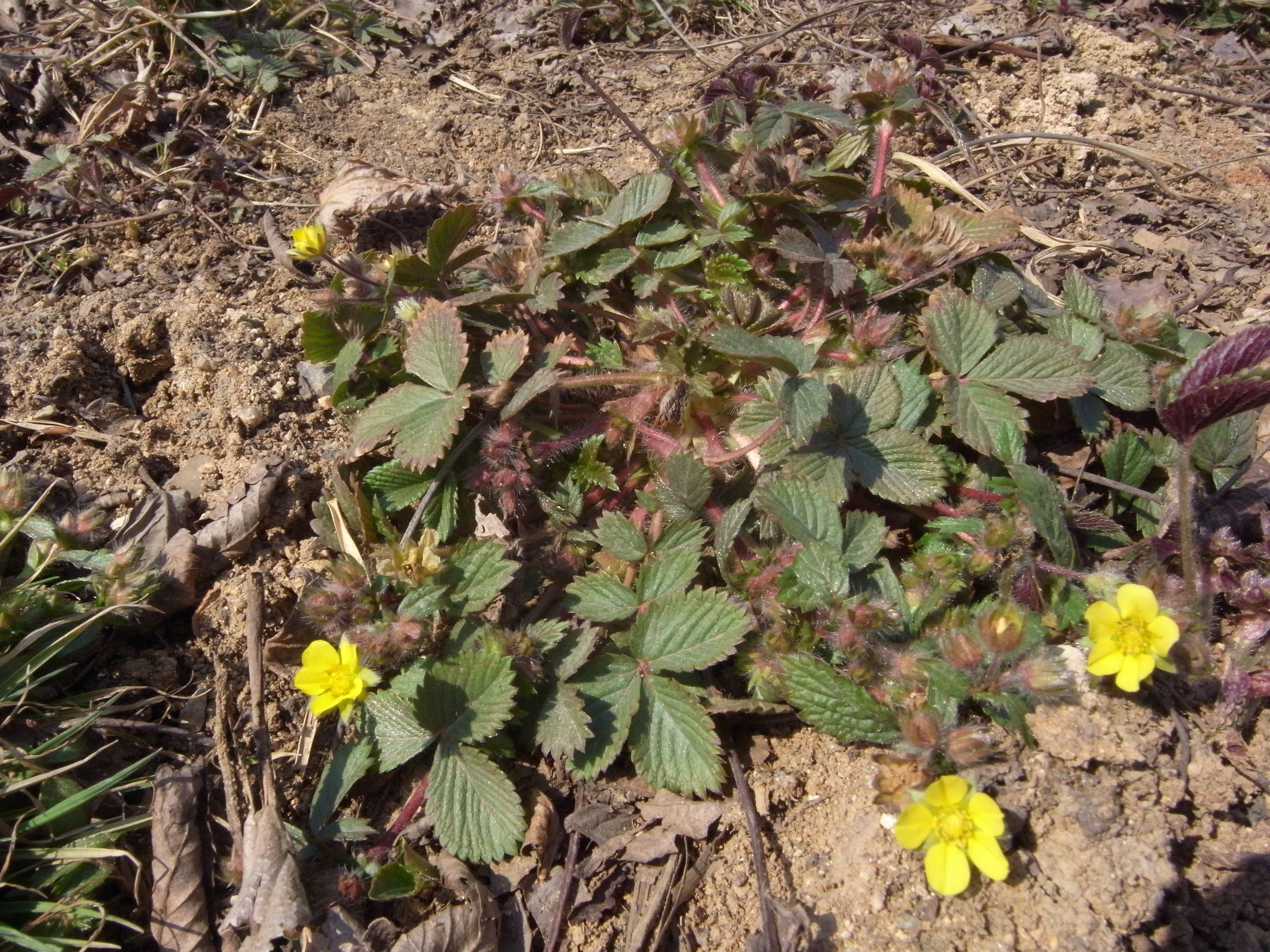
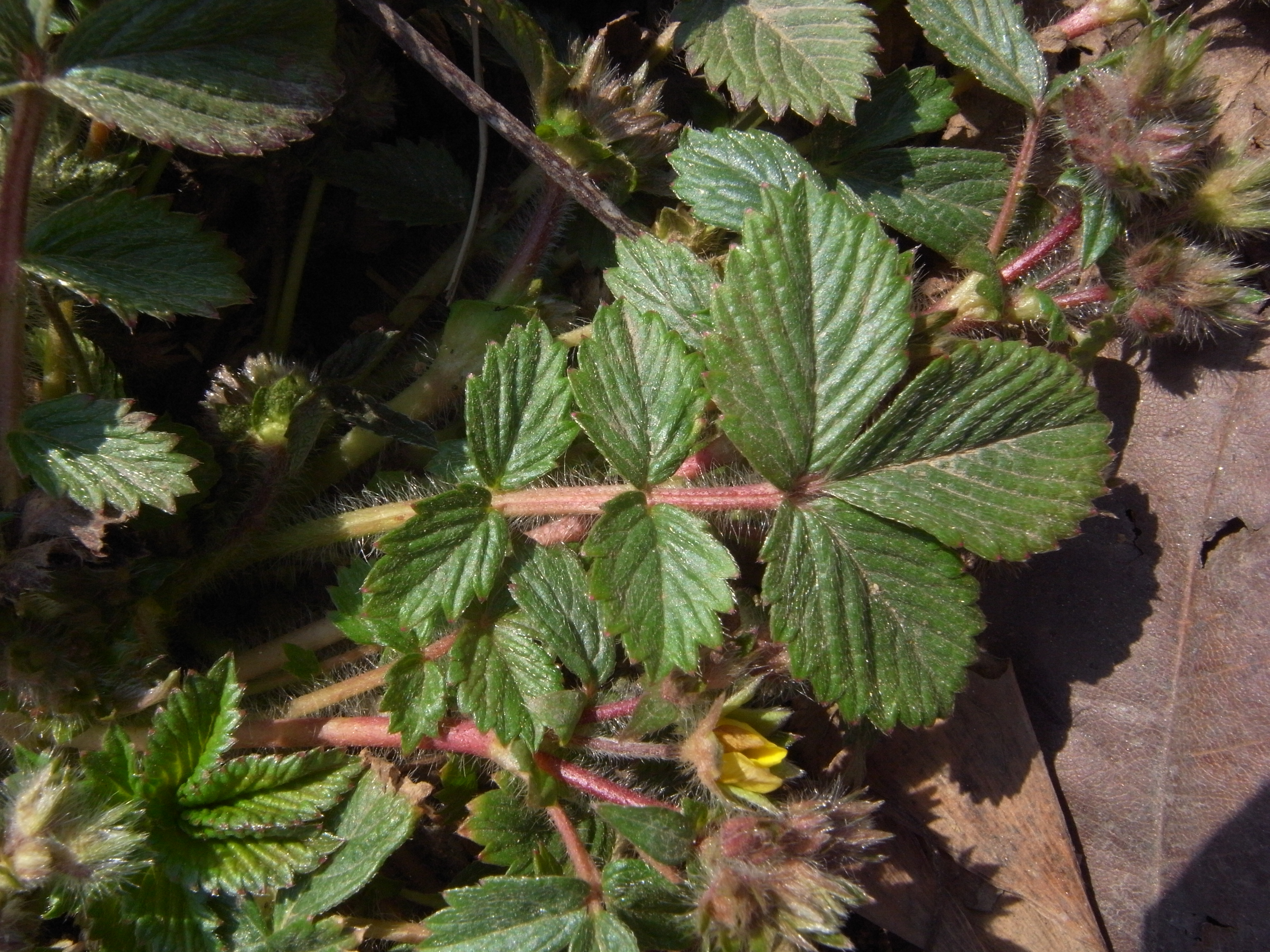
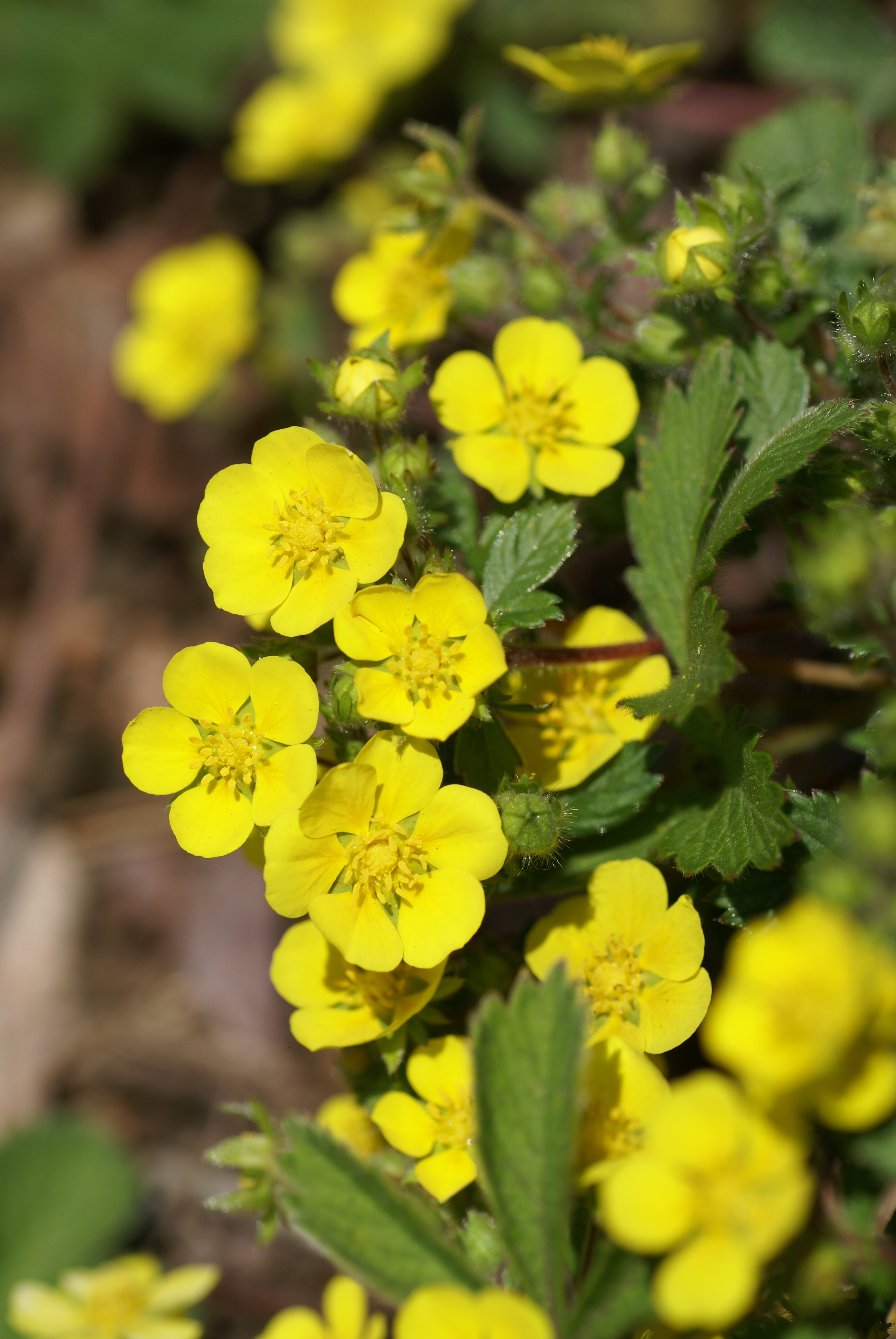
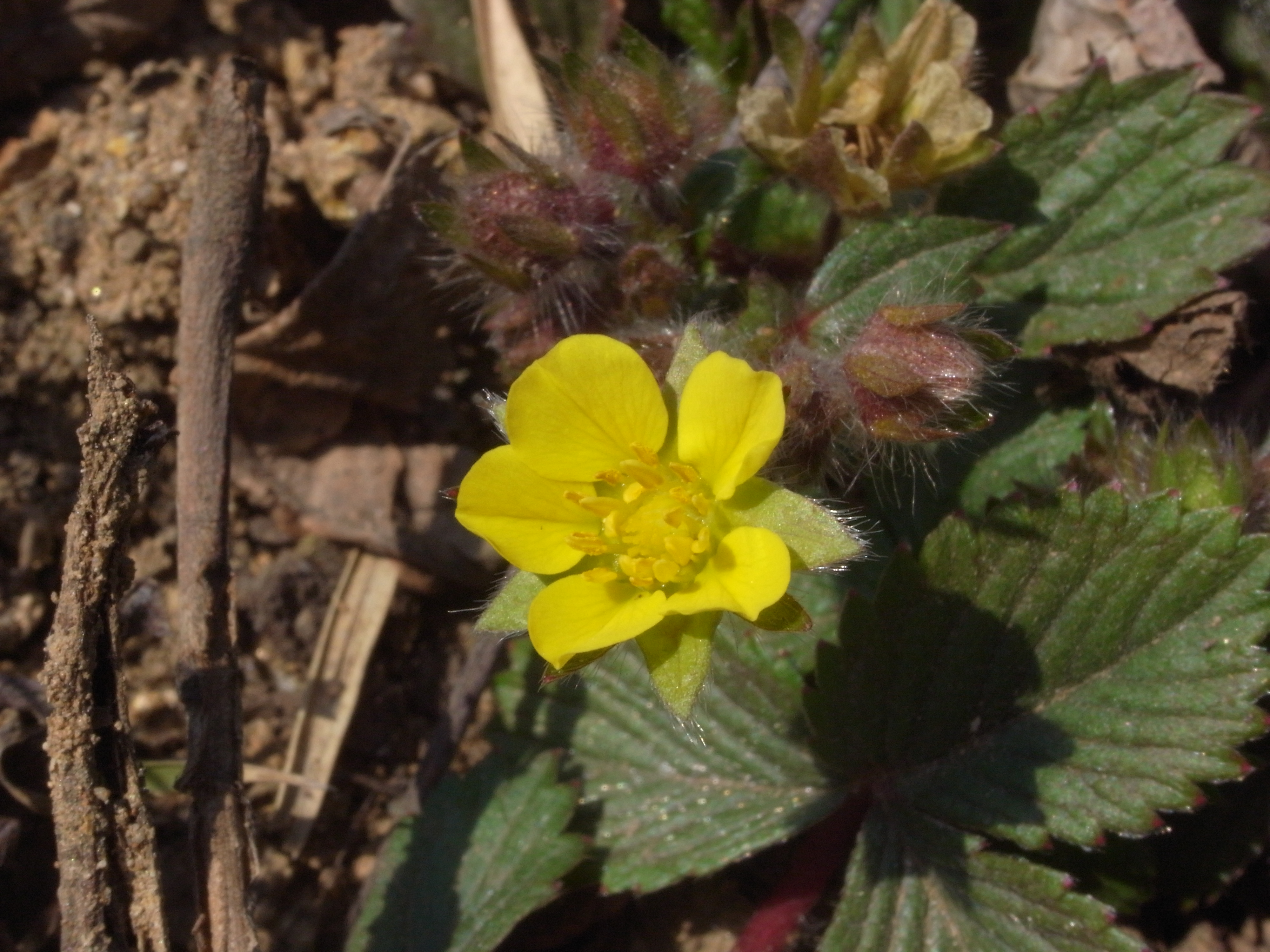